# Adam Szentpétery
Ádám Szentpétery (Predefinição:IPA-hu; nascido em 24 de fevereiro de 1956) é um húngaro artista na Eslováquia e o Chefe de departamento/Professor do ateliê da Imagem Contemporânea na Faculdade de Artes da Universidade Técnica de Košice, Eslováquia. Ele é conhecido principalmente por seu pintura abstrata, com forte geometricamente organizado telas em um muito original de forma muito intensa, mas ao mesmo tempo refinado colorismo.

## Vida e carreira
Szentpétery nasceu em Rožňava, Tchecoslováquia. A partir de 1971 a 1975, ele estudou na Escola de Artes Aplicadas em Košice (departamento de artes gráficas). De 1976 a 1982, estudou na Academia de Belas Artes e Design, em Bratislava , no estúdio da pintura monumental no curso ministrado por Assoc. prof. Dezider Castiglione e Assoc. prof. Ivan Vychlopen. Desde 1999, ele é o chefe do Estúdio de Imagem Contemporânea na Faculdade de Artes na Universidade Técnica de Košice (desde 2004 – professor associado). Em 2007 Szentpétery foi premiado com um "Munkácsy Mihály díj" (i.e. estado do prêmio), em Budapeste (Hungria). Hoje em dia Szentpétery vive e trabalha em Rožňava e Košice.

### Obra
No momento de caracterizar as obras do proeminente pintor eslovaco Ádám Szentpétery (nascido em 1956), desde o início, é necessário enfatizar que devemos comunicar-se na linguagem visual da geometria com forte pintura de codificação. Ao longo da década de 1980, a geometria tornou-se a matriz de suas obras em que ele coloca a arte individual de saídas e links. A linha, a cor e a superfície são os principais blocos de construção de sua imagem do sistema. Apesar de, no curso das décadas Szentpétery construiu uma chave monolítico pintura programa no campo da abstração geométrica, formando uma contribuição única para a linguagem contemporânea da pintura na Eslováquia, ele ainda continua a ser um solitário fenômeno no ambiente doméstico." Vladimír Beskid

### Exposições
Desde 1984 até agora Szentpétery expôs os seus trabalhos em inúmeras exposições individuais e coletivas em todo o mundo, principalmente nos países da União Europeia, mas suas pinturas também tem exibido na medida do Japão, Coréia ou Taiwan. A lista completa de solo e exposições em grupo está disponível em Adão Szentpétery do catálogo.

### Obras em acervos
- Východoslovenská galéria, Košice (Eslováquia)
- Východoslovenské múzeum, Košice (Eslováquia)
- Banícke múzeum, Rožňava (Eslováquia)
- Sbírka AVS, Praha (República checa)
- Mestská galéria, Cottbus (Alemanha)
- Kortárs Magyar Galéria (Galéria súčasných maďarských umelcov), Dunajská Streda (Eslováquia)
- Oravská galéria, Dolný Kubín (Eslováquia)
- Gyergyószárhegyi Megyei Alkotóközpont – Lăzarea (Roménia)
- Beratzhausener Sammlung, Beratzhausen (Alemanha)